# Alhama CF
Az Alhama Club de Fútbol egy spanyol női labdarúgócsapat, melynek székhelye Alhama de Murciában található. Hazai mérkőzéseiket a Complejo Deportivo del Guadalentínben rendezik.

## Története
Az ElPozo élelmiszeripari cég támogatásával 2004-ben jött létre a klub.
A kezdetekben kisebb tornákon vettek részt, mielőtt beneveztek Murcia területi bajnokságába, ahol hamar meghatározó csapattá nőtték ki magukat, és 2014-ben a bajnoki cím megszerzése után indulhattak az országos második vonalban.
2021–22-ben magabiztosan nyerték meg a másodosztály déli csoportját és történetük során első alkalommal jutottak fel az élvonalba.

## Sikerlista
- Segunda División bajnok (1): 2021–22
- Területi bajnok (1): 2013–14

## Játékoskeret
2022. szeptember 18-tól
| #  |     | Poszt | Név              |
| -- | --- | ----- | ---------------- |
| 1  | ESP | K     | Laura Martínez   |
| 13 | ESP | K     | Noelia Gil       |
| 2  | ROM | V     | Olivia Oprea     |
| 3  | ESP | V     | Lena Pérez       |
| 4  | ESP | V     | Judith Caravaca  |
| 5  | ESP | V     | Érica Sastre     |
| 17 | ESP | V     | Carmen Fresneda  |
| 22 | ESP | V     | Patricia Hidalgo |
| 7  | ESP | KP    | Andrea Carid     |
| 12 | ESP | KP    | Astrid Álvarez   |
| 14 | ESP | KP    | Nerea Vicente    |

| #  |     | Poszt | Név              |
| -- | --- | ----- | ---------------- |
| 18 | PAN | KP    | Aldrith Quintero |
| 23 | ESP | KP    | Raquel Pinel     |
| 21 | ESP | KP    | Lucía Martínez   |
| 9  | EQG | CS    | Jade Boho        |
| 10 | ESP | CS    | Helena Torres    |
| 11 | ESP | CS    | Kuki Rodríguez   |
| 15 | ESP | CS    | Raquel Morcillo  |
| 19 | ESP | CS    | Martí Serna      |
| 24 | NGA | CS    | Charity Adule    |
| 25 | ESP | CS    | Daniela Arques   |

## Korábbi híres játékosok
| - Daniela Arques - Zaira Flores - África González - Paula González - Martita - Mutri - Ángela Navarro - Paulita - Lucía Ramírez - Sara Rubio - Noelia Salazar - Laura Sánchez - Mariela Coronel |